# Associazione Sportiva Bari 1956-1957
Questa pagina raccoglie le informazioni riguardanti l'Associazione Sportiva Bari nelle competizioni ufficiali della stagione 1956-1957.

## Stagione
Nella stagione 1956-1957 il Bari disputò l'ottavo campionato di Serie B della sua storia.

## Divise
Le divise della stagione 1956-57 sono state le seguenti:
| 1ª divisa | 2ª divisa |

## Organigramma societario
Area direttiva
- Presidente: Achille Tarsia Incuria fino al 15 novembre 1956; Gianfranco Brunetti dal 15 novembre 1956
- Vice presidenti: Achille Tarsia Incuria e Rocco De Simini (dal 15 novembre 1956)
- Secondo allenatore: ?
- Accompagnatore: comm. Angelo Albanese

Area tecnica
- Allenatore: Federico Allasio
- Direttore sportivo: Lello Del Rosso fino alla scadenza dell'amministrazione Chieco al Comune di Bari.

Area sanitaria
- Medico sociale: dott. Domenico Ambruosi
- Medico: Tuccino Accettura

## Rosa
| N. |                   | Ruolo | Calciatore          |
| -- | ----------------- | ----- | ------------------- |
|    | Italia (bandiera) | P     | Emilio Buttarelli   |
|    | Italia (bandiera) | P     | Pietro Oldani       |
|    | Italia (bandiera) | D     | Luciano Gariboldi   |
|    | Italia (bandiera) | D     | Tommaso Maestrelli  |
|    | Italia (bandiera) | D     | Giovanni Romano     |
|    | Italia (bandiera) | C     | Antonio Cancellieri |
|    | Italia (bandiera) | C     | Biagio Catalano     |
|    | Italia (bandiera) | C     | Lando Macchi        |
|    | Italia (bandiera) | C     | Bruno Mazza         |

| N. |                   | Ruolo | Calciatore              |
| -- | ----------------- | ----- | ----------------------- |
|    | Italia (bandiera) | C     | Mario Mazzoni           |
|    | Italia (bandiera) | C     | Gianni Seghedoni        |
|    | Italia (bandiera) | A     | Eros Baccalini          |
|    | Italia (bandiera) | A     | Luigi Bretti (capitano) |
|    | Italia (bandiera) | A     | Lorenzo Cappa           |
|    | Italia (bandiera) | A     | Giorgio Ive             |
|    | Italia (bandiera) | A     | Romano Farinelli        |
|    | Italia (bandiera) | A     | Aldo Novelli            |
|    | Italia (bandiera) | A     | Eder Rigonat            |

## Risultati

### Serie B

#### Girone d'andata
| Arbitro: | Smorto (Reggio Calabria) |

|                     |           |  |
| Cancellieri 4’, 69’ | Marcatori |  |

| Bari 23 settembre 1956 2ª giornata | Bari               | 0 – 0 | Cagliari | Stadio della Vittoria\| Arbitro: \| Famulari (Messina) \| |
| Arbitro:                           | Famulari (Messina) |       |          |                                                           |

| Arbitro: | Grignani (Milano) |

|                                                  |           |  |
| Galassini 65’ Bassetti 68’, 79’ Stefanini II 84’ | Marcatori |  |

| Arbitro: | Mori (Cremona) |

|                          |           |               |
| Sentimenti VI 86’ (rig.) | Marcatori | 53’ Baccalini |

| Arbitro: | Jonni (Macerata) |

|             |           |  |
| Rigonat 55’ | Marcatori |  |

| Arbitro: | Famulari (Messina) |

|                           |           |            |
| Zessar 21’, 46’ Bravi 45’ | Marcatori | 82’ Bretti |

| Arbitro: | Piemonte (Monfalcone) |

|               |           |  |
| Farinelli 50’ | Marcatori |  |

| Arbitro: | Ferrari (Milano) |

|                   |           |  |
| Origgi 62’ (rig.) | Marcatori |  |

| Arbitro: | Alterio (Roma) |

|  |           |               |
|  | Marcatori | 30’, 62’ Erba |

| Arbitro: | Righi (Milano) |

|                                                |           |                                       |
| Manzino 12’, 15’ Eidefjäll 42’ Macchi 48’, 63’ | Marcatori | 38’ (rig.) Baccalini 71’, 89’ Rigonat |

| Arbitro: | Marchese (Napoli) |

|                |           |  |
| Maestrelli 77’ | Marcatori |  |

| Legnano 23 dicembre 1956 12ª giornata | Legnano             | 0 – 0 | Bari | Stadio di via Carlo Pisacane\| Arbitro: \| Baldassarre (Udine) \| |
| Arbitro:                              | Baldassarre (Udine) |       |      |                                                                   |

| Arbitro: | Bartolomei (Roma) |

|                 |           |            |
| Bretti 53’, 74’ | Marcatori | 19’ Danova |

| Arbitro: | Mori (Cremona) |

|                                                            |           |                                 |
| Redegalli 31’ Tinazzi 40’ Castaldo 52’ (rig.) Morbello 79’ | Marcatori | 72’ (rig.) Baccalini 81’ Bretti |

| Arbitro: | De Robbio (Torre Annunziata) |

|                                     |           |               |
| Mazzoni 26’ Bretti 34’, 42’ Ive 83’ | Marcatori | 88’ Gasparini |

| Arbitro: | Angelini (Firenze) |

|  |           |           |
|  | Marcatori | 60’ Mosca |

| Arbitro: | Grignani (Milano) |

|              |           |  |
| Calegari 28’ | Marcatori |  |

#### Girone di ritorno
| Arbitro: | Fornari (Bologna) |

|  |           |            |
|  | Marcatori | 85’ Bretti |

| Cagliari 10 febbraio 1957 19ª giornata | Cagliari                     | 0 – 0 | Bari | Stadio Amsicora\| Arbitro: \| De Robbio (Torre Annunziata) \| |
| Arbitro:                               | De Robbio (Torre Annunziata) |       |      |                                                               |

| Arbitro: | Boati (Milano) |

|                           |           |             |
| Baccalini 40’ Mazzoni 67’ | Marcatori | 63’ Ghiandi |

| Arbitro: | Gambarotta (Genova) |

|             |           |  |
| Mazzoni 20’ | Marcatori |  |

| Arbitro: | De Gregorio (Legnano) |

|             |           |  |
| Sellani 32’ | Marcatori |  |

| Arbitro: | Lo Bello (Siracusa) |

|                            |           |                              |
| Novelli 2’, 37’ Bretti 83’ | Marcatori | 24’, 87’ (rig.) Giammarinaro |

| Arbitro: | Adami (Roma) |

|  |           |               |
|  | Marcatori | 53’ Farinelli |

| Arbitro: | Piemonte (Monfalcone) |

|               |           |  |
| Farinelli 24’ | Marcatori |  |

| Parma 31 marzo 1957 26ª giornata | Parma                   | 0 – 0 | Bari | Stadio Ennio Tardini\| Arbitro: \| Coppa (Mariano Comense) \| |
| Arbitro:                         | Coppa (Mariano Comense) |       |      |                                                               |

| Arbitro: | Grillo (Afragola) |

|                    |           |                         |
| Farinelli 40’, 49’ | Marcatori | 59’ Piccioni 85’ Albini |

| Arbitro: | Marchese (Napoli) |

|                        |           |  |
| Favini 56’ Baldini 79’ | Marcatori |  |

| Arbitro: | Bartolomei (Roma) |

|  |           |             |
|  | Marcatori | 80’ Caprile |

| Arbitro: | Ubezio (Novara) |

|            |           |  |
| La Rosa 1’ | Marcatori |  |

| Bari 19 maggio 1957 31ª giornata | Bari                  | 0 – 0 | Alessandria | Stadio della Vittoria\| Arbitro: \| Piemonte (Monfalcone) \| |
| Arbitro:                         | Piemonte (Monfalcone) |       |             |                                                              |

| Arbitro: | Canepa (Genova) |

|                                                |           |               |
| Fraschini 28’, 59’ Sacchella 82’ Gasparini 90’ | Marcatori | 34’ Baccalini |

| Arbitro: | Cerutti (Legnano) |

|               |           |               |
| Marchetto 65’ | Marcatori | 69’ Farinelli |

| Arbitro: | Garan (Istanbul) |

|  |           |                          |
|  | Marcatori | 13’ Calegari 66’ Bozzato |

## Statistiche

### Statistiche di squadra
| Competizione | Punti | In casa | In casa | In casa | In casa | In casa | In casa | In trasferta | In trasferta | In trasferta | In trasferta | In trasferta | In trasferta | Totale | Totale | Totale | Totale | Totale | Totale | DR  |
| Competizione | Punti | G       | V       | N       | P       | Gf      | Gs      | G            | V            | N            | P            | Gf           | Gs           | G      | V      | N      | P      | Gf     | Gs     | DR  |
| ------------ | ----- | ------- | ------- | ------- | ------- | ------- | ------- | ------------ | ------------ | ------------ | ------------ | ------------ | ------------ | ------ | ------ | ------ | ------ | ------ | ------ | --- |
| Serie B      | 32    | 17      | 10      | 3       | 4       | 20      | 13      | 17           | 2            | 5            | 10           | 11           | 28           | 34     | 12     | 8      | 14     | 31     | 41     | -10 |

### Statistiche dei giocatori
| Giocatore      | Serie B | Serie B |
| Giocatore      | Pres    | Gol     |
| -------------- | ------- | ------- |
| E. Baccalini   | 26      | 5       |
| L. Bretti      | 33      | 8       |
| E. Buttarelli  | 28      | -?      |
| A. Cancellieri | 13      | 2       |
| B. Catalano    | 5       | 0       |
| L. Cappa       | 25      | 0       |
| R. Farinelli   | 17      | 0       |
| L. Gariboldi   | 31      | 0       |
| G. Ive         | 5       | 1       |
| L. Macchi      | 27      | 0       |
| T. Maestrelli  | 8       | 1       |
| B. Mazza       | 24      | 0       |
| M. Mazzoni     | 27      | 3       |
| A. Novelli     | 24      | 2       |
| P. Oldani      | 6       | -?      |
| E. Rigonat     | 10      | 3       |
| G. Romano      | 32      | 0       |
| G. Seghedoni   | 33      | 0       |